# Homaea messrae
Homaea messrae är en fjärilsart som beskrevs av Otto Staudinger 1897. Homaea messrae ingår i släktet Homaea och familjen nattflyn. Inga underarter finns listade i Catalogue of Life.